# Арифмометр Однера

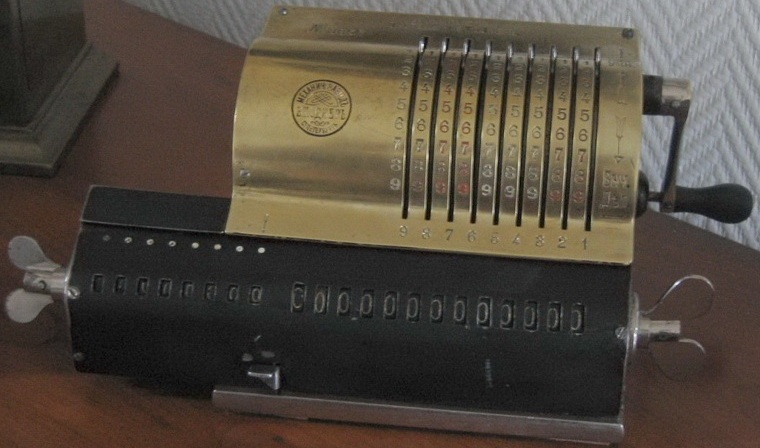
Один из первых серийных арифмометров Однера.

Арифмометр Однера — успешная разновидность арифмометров, разработанная российским механиком шведского происхождения В. Т. Однером.
Промышленное производство арифмометра впервые было налажено в Санкт-Петербурге в 1890 году. Уже с 1892 года начали появляться клоны арифмометра, выпускавшиеся вплоть до второй половины XX века.

## История

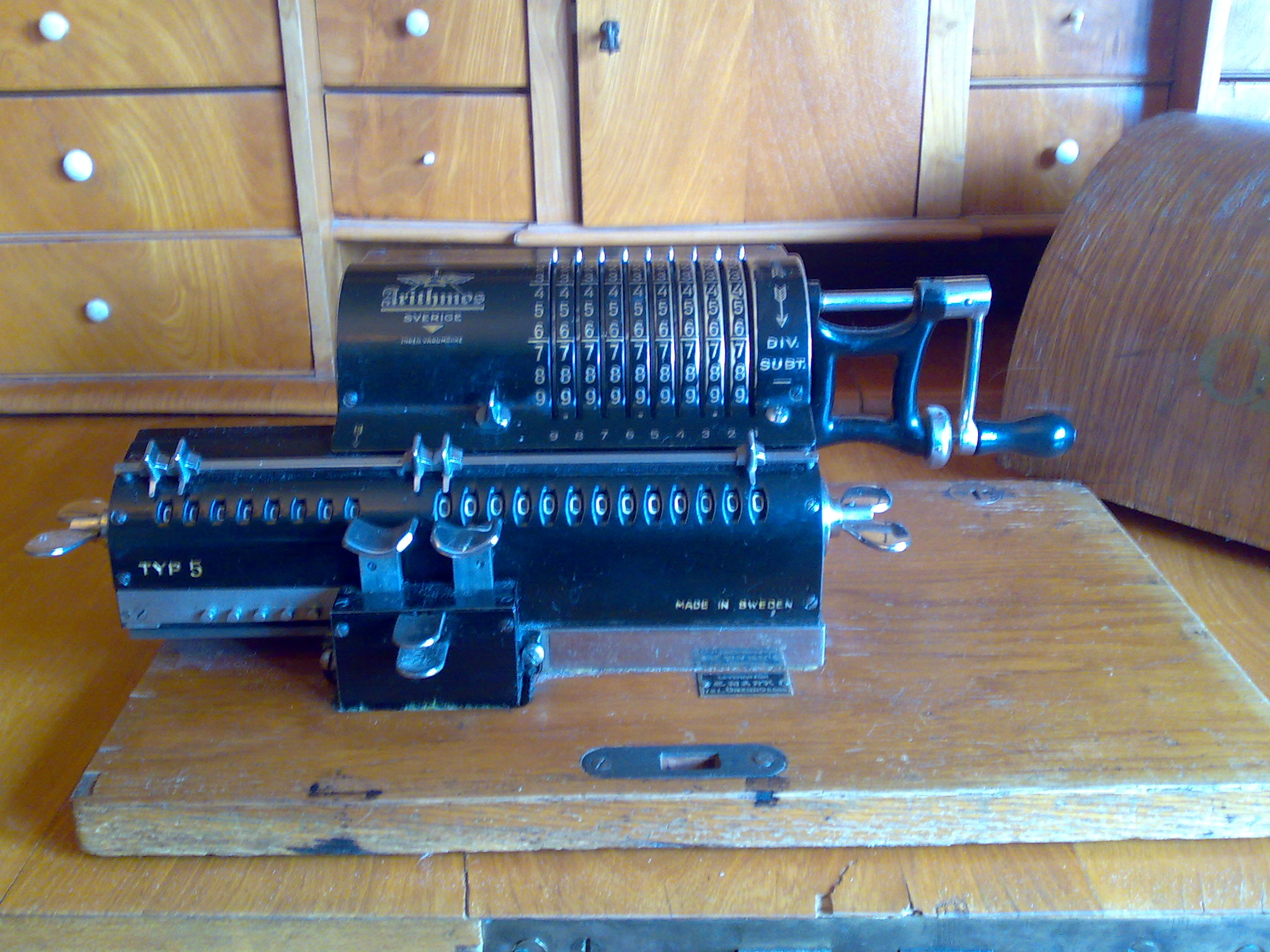
Один из поздних арифмометров Однера шведского производства.

Однер заинтересовался арифмометрами в 1871 году после ремонта случайно попавшего к нему арифмометра Тома де Кольмара — единственного серийного арифмометра тех лет. Уже в 1873 году был построен первый прототип, а в 1877 году изготовлены 14 экземпляров по заказу Людвига Нобеля. В 1878—1890 годах Однер совершенствовал и запатентовал свою машину в нескольких странах.
В 1890 году было открыто производство в России, в 1891 году — производство в Германии. В 1892 году германское производство было продано и впоследствии выпускало клоны арифмометров Однера под торговой маркой Brunsviga (по названию города Брауншвейга).
После Октябрьской революции (переворота) 1917 года, когда предприятие Однера было национализировано, наследники Однера репатриировались в Швецию и создали новое производство, продавая арифмометры под торговой маркой Original-Odhner («подлинный Однер»).
В 1924 году петербургский завод Однера был перенесён в Москву и продолжил выпуск клона арифмометра Однера под торговой маркой «Феликс».

## Устройство
Главная особенность арифмометра Однера — цифронаборник с рычажками и ручка на замке (чтобы сделать оборот, её надо вытянуть). Каждый из рычажков находится на так называемом колесе Однера — в зависимости от положения рычажка на колесе вырастает от 0 до 9 зубьев. Это даёт невиданную для ручных арифмометров компактность — около сантиметра на разряд; только Curta с предельной миниатюризацией и умным использованием схемы Тома́ превзошла Однера.
Перенос рычажный: прохождение сумматора через 0 взводит рычаг. Один зуб на наборных колёсах делает +1, если рычаг поднят, второй возвращает рычаг на место. Зубьев переноса по две пары на колесо: для сложения и вычитания. Зубья переноса расположены ступенчато, чтобы перенос в низших разрядах мог вызвать перенос в высших. Если наборных колёс девять, а цифр в сумматоре тринадцать, то четыре упрощённых колеса несут только зубья переноса.
Ручка крутится в обе стороны: вперёд — сложение, назад — вычитание. Однако запрещается возвращать её назад, не сделав полный оборот — механизмы переноса ложно сработают, что приведёт к ошибке.
Счётчик оборотов традиционно не оборудован переносом, а просто восемнадцатеричный — 987654321012345678. При умножении пользователь увидит множитель «положительными» цифрами, а при делении — частное «отрицательными». Цифры 9 и 0 общие для положительной и отрицательной стороны; обычно 0 нанесён положительным цветом, а 9 — отрицательным.
Пример: 37·28, с оптимизацией 8=10−2
- Сбросить сумматор и счётчик соответствующими барашками
- Набрать на цифронаборнике 37
- Каретку в десятки, 3 оборота ручки вперёд (сумматор=1110, счётчик=30)
- Каретку в единицы, 2 оборота назад (сумматор=1036, счётчик=32)
- Цифра 2 «отрицательная», так что мы сделали 30−2=28 сложений. На сумматоре 1036.

## Документалистика
- Документальный фильм из цикла «Первые в мире». ООО «Голд Медиум» по заказу ВГТРК. 2019 г (27 апреля 2018). Арифмометр Однера.  13 мин. Россия-Культура. {{cite episode}}: |series= пропущен или пуст (справка)